# キューティーズ!
『キューティーズ！』（Cuties、フランス語: Mignonnes）は、2020年のフランスの青春・コメディドラマ映画。マイムナ・ドゥクレの長編映画監督及び脚本デビュー作である。

## 公開
この映画は、2020年1月23日に行われたサンダンス映画祭で初めて公開され、ドゥクレはワールド・シネマ・ドラマ部門で監督賞を受賞した。2020年8月19日にフランスでBACフィルムズから公開され、2020年9月9日に国際的にNetflixで公開された。
この映画は、未成年者出演者の描写にめぐって論争になっている。全世界配信に先立ち公開されたNetflix版ポスターに巡り「#CancelNetflix」と銘打ったボイコット運動が勃発。これを受けNetflixはポスターを引き下げ、説明文を変更し謝罪した。公開後、Netflix社の株価は下落。テッド・クルーズ連邦上院議員は「未成年の少女たちがフェティシズムの対象として性的に扱われており、性行為を模したダンスを踊り、半裸にある場面がある」と批判し、トム・コットンと連名で司法省に対し映画の調査を要求した。

## 受賞歴
| 賞                         | 部門                    | 対象               | 結果       |
| -------------------------- | ----------------------- | ------------------ | ---------- |
| ジェネレーション・プライズ | 最優秀映画賞            | マイムナ・ドゥクレ | ノミネート |
| サンダンス映画祭 (2020年)  | 監督賞 - ドラマティック | マイムナ・ドゥクレ | 受賞       |